# Sint-Petrus'-Bandenkerk (Bladel)
De Sint-Petrus'-Bandenkerk  in de Noord-Brabantse plaats Bladel is een bouwwerk van Hubert van Groenendael uit 1925-1926, gebouwd in opdracht van pastoor M. Simkens.
De kerk werd gebouwd in de tuin van de pastorie. Haar voorganger was een neogotische basiliek uit 1880, ontworpen door Peter Bekkers, waaraan de 15e-eeuwse toren was vastgebouwd. Deze werd gesloopt in 1927, maar de toren bleef behouden. De huidige kerk is een grote kerk in eclectische stijl en heeft een aantal merkwaardige koepeltorentjes, waaronder een wat hoger torentje op de kruisviering. De architect van deze kerk was Hubert van Groenendael. Ze wordt gezien als een overgang tussen neogotiek en de Amsterdamse school. Het gewelf van de kerk is beschilderd met voorstellingen, onder meer van de Werken van Barmhartigheid. Er zijn glas-in-loodramen die de Apostelen weergeven.
De neo-gotische driebeukige kerk aan de Sniederslaan 46 is een rijksmonument. Het gebouw is volgens het monumentregister "van cultuurhistorisch belang als bijzondere uitdrukking van de ontwikkeling van het katholicisme in het zuiden en is tevens van belang als voorbeeld van de typologische ontwikkeling van de volkskerk in het interbellum mede vanwege die drie torens".